# Charlotte Drake
Charlotte DiLaurentis/Drake (nascida Charles Drake e após adotada, Charles DiLaurentis) é uma personagem fictícia criada por I. Marlene King em 2012 e interpretada por Vanessa Ray para a série de televisão Pretty Little Liars. A personagem também aparece no spin-off Pretty Dirty Secrets.
A personagem foi introduzida no sétimo episódio da terceira temporada, sob o pseudônimo Cece Drake. Melhor amiga e mentora de Alison DiLaurentis, CeCe se mudou para Rosewood dois anos antes do desaparecimento de Alison. Ela foi revelada como a pessoa por trás de um dos disfarces de Casaco Vermelho em "Now You See Me, Now You Don't". Na metade da sexta temporada, CeCe foi revelada como a responsável pelas torturas feitas pelo antagonista onipresente "A". CeCe também é uma mulher Transgênero,sendo assim CeCe foi designada como homem ao nascer mas não se identificava com o gênero imposto a ela, seu "nome morto",usado quando criança,é Charles. No último episódio da sexta temporada, foi revelado que a mãe biológica de Charlotte é Mary Drake, irmã gêmea da mãe de Alison DiLaurentis. No penúltimo episódio da série, intitulado "Farewell, My Lovely", Mona confessa ter matado Charlotte depois de descobrir que sua saúde mental na verdade não estava melhor e ela planejava torturar as Liars de novo. No entanto, Mona diz não ter jogado Charlotte de cima da torre da igreja, mas que em uma briga Charlotte acabou quebrando o pescoço com um pedaço de metal que estava na parede.Charlotte não era uma má pessoas e sim tinha passado por muita tortura durante sua vida.

## Interpretação
Foi relatado que Vanessa Ray foi escalada para interpretar Charlotte DiLaurentis, então conhecida como CeCe Drake. Quando Ray foi anunciada para começar a filmar novamente para a quarta temporada, ela comentou sobre o retorno dizendo: "É tão divertido de fazê-la, e que personagem louco eu tenho que interpretar! Ela é uma espécie de sociopata. Eu acho que ela é tão estranha, porque ela tem, tipo, 22 anos, mas sai com estudantes secundaristas. É, tipo, 'Ei, menina! Arranje uma vida!'"

## Desenvolvimento
CeCe Drake foi caracterizada como uma "loira estilista de vinte e dois anos além do carisma com uma boutique que tem um calcanhar no presente, e outro no passado." O produtor Oliver Goldstick disse à TVLine que ela "escolarizou Alison nos maus caminhos do mundo... Ela lhe ensinou tudo o que sabe!" As personalidade de Drake é descrita como as qualidades de um sociopata: controlador, charmoso, sedutor, dominante, e extremamente inteligente. CeCe é descrita como tendo grandes olhos azuis, cachos loiros brilhantes, e confiança admirável, um encanto sinistramente similar ao de Alison. Na verdade, CeCe atuou como mentora de Alison ao ensiná-la a ser controladora e manipuladora. Como Ali, ela é a mais próxima de Spencer. CeCe também foi descrita como "egocêntrica, uma fashionista bizarra."